# Пелопонес
Вижте пояснителната страница за други значения на Пелопонес.
Пелопонес (на гръцки Πελοπόννησος, Пелопонисос) е полуостров в Гърция, оформящ най-южния край на Балканския полуостров. Има площ от 21 549 km². С основната част на Гърция е свързан чрез Коринтския провлак. През 1893 година провлакът е пресечен от построения Коринтски канал и така на практика Пелопонес се превръща в остров. От 2004 година полуостровът е свързан с Етолоакарнания посредством моста Рио-Антирио.

## Име
Модерното име на полуострова е наложено в 19 век по патриотични новогръцки подбуди. То произлиза от гръцката митология, по-точно легендата за героя Пелопс, който завладял целият регион. Името Пелопонес означава „Остров на Пелопс“. През Средновековието и османското владичество полуостровът се нарича със славянското име Морея дадено му вероятно заради заобикалящото го отвсякъде море.

## География
Полуостров Пелопонес се простира от север на юг на протежение от 240 km и максимална ширина 210 km. Разположен е между Йонийско море на север и запад и Егейско море на изток и техните заливи. Бреговата му линия е силно разчленена, с голямо количество заливи, заливчета и полуострови. На север са заливите Коринтски и Патраски, на запад Кипарийския, а на юг Месинския и Лаконския, всички те части от Йонийско море. На изток се намират заливите Арголидски и Саронически, части от Егейско море.
Релефът е предимно планински, изграден основно от мезозойски и палеогенови варовици, мрамори, пясъчници и конгломерати и в по-малка степен от мергели и кристалинни шисти. Най-високите планини са Тайгет (връх Свети Илия 2407 m) в южната част, Парнон (1935 m) на югоизток, Менало (1981 m) в централната част, Ериманто (2223 m), Пинахайко (1925 m), Хелмо (2341 m) и Килини (2375 m) на север. Техните билни части имат скалисти варовикови гребени. В централната част се разполага карстовото Аркадско плато с множество карови полета, валози, ували, понори и пещери.
Климатът на полуострова е субтропичен, средиземноморски с годишна сума на валежите от 400 mm на изток до 1000 mm на запад, с ясно изразено лятно засушаване.
Основната речна мрежа на Пелопонес е представена предимно от малки и къси реки, течащи от центъра към периферията му. Най-големите реки са Евротас на юг, Палмисос на югозапад, Алфиос и Пиньос на запад, Пирос на северозапад и Асопос на североизток.
Растителността е предимно храстова, вечнозелена (маквиси) на запад или вечнозелено-листопадна (фригана) на изток. На отделни места по наветрените западни склонове на планинити се срещат остатъци от дъбови, елови и борови гори. Значителни площи от полуострова са заети от камениста пустош. В котловините и долините се отглеждат маслини, цитрусови култури, тютюн, пшеница, царевица и овощни градини. Животновъдството е слабо развито като се развъждат предимно овце и кози.

## История
Първата голяма европейска цивилизация, доминирала над Пелопонес в бронзовата епоха, е микенската. Центрове на развитие са Микена, Тиринт, Аргос и Пилос.
По време на Древна Гърция полуостровът включва Аркадия, Ахея, Елида, Месения, Лакония, Арголида, Коринт, Флиунт, Епидавър и Сикион. Най-древното население на Пелопонес, ахейците, през 12 век пр.н.е. е изместено от нашествието на дорийци, които дотогава обитавали по-северни райони. Те основават няколко полиса, сред които най-могъща става Древна Спарта. Други големи центрове са Олимпия, където се провеждат древните Олимпийски игри, и Коринт. Спарта контролира голяма част от територията на Пелопонес в продължение на няколко века, докато не търпи поражение от армията на Тива през IV век пр.н.е.
През 146 г. пр. Хр. целият Пелопонес пада под властта на Римската република, макар че Коринт оказва сериозна съпротива и римляните го разрушават, и заедно със Средна Гърция става провинция Ахея. Християнизацията на Римската империя означава насилствен разрив с езическите богове. Олимпийските игри са забранени, а светилищата и храмовете – разрушени.
След разделянето на империята през 395 г. Пелопонес става част от Византия. Византийците образуват тема Пелопонес в 800 г. посредством отделянето и обособяването ѝ от друга съществуваща тема – Елада. Столицата ѝ била в Коринт. Пръв неин стратег е Лъв Склир, като стратегът на Пелопонес бил пръв в йерархията на византийските западни (европейски) теми.
След превземането на Константинопол през 1204 г. от рицарите на Четвъртия кръстоносен поход на територията на Пелопонес е създадено франкското Ахейско княжество, управлявано от френски кръстоносци от рода Вилардуен и техните потомци. Те са в непрекъснато съперничество с византийците и през 1259 им отстъпват редица крепости, сред които Мистра, Монемвасия и др. След 1370 г. контролът е възможен единствено с помощта на наемници от чужбина, които постепенно узурпират управлението. След това княжеството е погълнато от Деспотство Морея през 1432 г. Много скоро инвазията на османците и падането на Константинопол през 1453 г. слагат край на византийското управление. Морея пада под османска власт в 1460 г. По това време вече цяла Гърция е покорена, с изключение на някои острови, които остават под управление на венецианци и генуезци.
На границата между 17 и 18 век Пелопонес за кратко става владение на венецианците, които основават Кралство Морея, и преминава от ръце в ръце до 1770 г., когато въстаналото християнско население с помощта на руския флот (виж Руско-турска война (1768 – 1774)) отхвърля турската власт в Пелопонеското въстание. Въпреки че то е неуспешно, през 1820-е Пелопонес отново става люлка на борбата за освобождение на Гърция. През 1821 г. тук са поставени основите на съвременната гръцка държавност, като първото народно събрание се провежда в Епидавър през януари 1822 г.

### Славянско население
Въз основа на съществуваща (но и мнима) славянска топонимия Якоб Фалмерайер в труда си История на полуостров Морея през Средновековието от 1830 г. лансира теорията, че от началото на VII век гръцкото население на полуострова е заменено със славянските племена милинги и езерци. Според едни автори милингите запазват в продължение на над 8 века езика и родовата си принадлежност чак до първото падане на полуострова под османска власт в 1460 г., а според други след провален опит за обсада на Патра (805 г.) от славянските племена и неколкократни въстания господството на византийците и митрополията на Патра в църковните работи на полуострова е затвърдено.